# Liste der Bodendenkmäler in Eching (Landkreis Freising)
Auf dieser Seite sind die Bodendenkmäler in der oberbayerischen Gemeinde Eching zusammengestellt. Diese Tabelle ist eine Teilliste der Liste der Bodendenkmäler in Bayern. Grundlage ist die Bayerische Denkmalliste, die auf Basis des Bayerischen Denkmalschutzgesetzes vom 1. Oktober 1973 erstmals erstellt wurde und seither durch das Bayerische Landesamt für Denkmalpflege geführt wird. Die folgenden Angaben ersetzen nicht die rechtsverbindliche Auskunft der Denkmalschutzbehörde.

## Bodendenkmäler in Eching
| Lage       | Objekt                                                                                                | Akten-Nr.     | Bild |
| ---------- | --- | ------------- | ---- |
| (Standort) | Brandgräberfeld der mittleren römischen Kaiserzeit.                                                   | D-1-7635-0016 |      |
| (Standort) | Reihengräberfeld des frühen Mittelalters.                                                             | D-1-7635-0030 |      |
| (Standort) | Siedlung vor- und frühgeschichtlicher Zeitstellung.                                                   | D-1-7635-0031 |      |
| (Standort) | Verebneter Turmhügel des hohen Mittelalters.                                                          | D-1-7635-0032 |      |
| (Standort) | Burgstall des hohen und späten Mittelalters („Schloss Ottenburg“).                                    | D-1-7635-0033 |      |
| (Standort) | Siedlung vor- und frühgeschichtlicher Zeitstellung, u. a. der Bronzezeit, der Urnenfelderzeit         | D-1-7635-0034 |      |
| (Standort) | Verebnete Grabhügel vorgeschichtlicher Zeitstellung.                                                  | D-1-7635-0038 |      |
| (Standort) | Verebnete Grabhügel vorgeschichtlicher Zeitstellung.                                                  | D-1-7635-0040 |      |
| (Standort) | Siedlung vor- und frühgeschichtlicher Zeitstellung.                                                   | D-1-7635-0042 |      |
| (Standort) | Erdstall des hohen Mittelalters.                                                                      | D-1-7635-0044 |      |
| (Standort) | Straße der römischen Kaiserzeit.                                                                      | D-1-7635-0072 |      |
| (Standort) | Siedlung vor- und frühgeschichtlicher Zeitstellung, u. a. der Latènezeit und der römischen Kaiserzeit | D-1-7635-0123 |      |
| (Standort) | Siedlung vorgeschichtlicher Zeitstellung, u. a. der Hallstattzeit.                                    | D-1-7635-0124 |      |
| (Standort) | Siedlung der römischen Kaiserzeit.                                                                    | D-1-7635-0134 |      |
| (Standort) | Siedlung der römischen Kaiserzeit.                                                                    | D-1-7635-0140 |      |
| (Standort) | Siedlung der römischen Kaiserzeit.                                                                    | D-1-7635-0141 |      |
| (Standort) | Siedlung vor- und frühgeschichtlicher Zeitstellung, u. a. der römischen Kaiserzeit.                   | D-1-7635-0142 |      |
| (Standort) | Siedlung der Hallstattzeit.                                                                           | D-1-7635-0144 |      |
| (Standort) | Siedlung vorgeschichtlicher Zeitstellung.                                                             | D-1-7635-0146 |      |
| (Standort) | Siedlung vorgeschichtlicher Zeitstellung.                                                             | D-1-7635-0147 |      |
| (Standort) | Siedlung der Latènezeit.                                                                              | D-1-7635-0150 |      |
| (Standort) | Siedlung vorgeschichtlicher Zeitstellung, u. a. der Latènezeit.                                       | D-1-7635-0151 |      |
| (Standort) | Siedlung vor- und frühgeschichtlicher Zeitstellung, u. a. der Bronze- und Urnenfelderzeit             | D-1-7635-0152 |      |
| (Standort) | Siedlung vorgeschichtlicher Zeitstellung.                                                             | D-1-7635-0154 |      |
| (Standort) | Straße der römischen Kaiserzeit (Teilstück der sog. Isartalstraße).                                   | D-1-7635-0198 |      |
| (Standort) | Turmhügel des hohen Mittelalters.                                                                     | D-1-7635-0203 |      |
| (Standort) | Verebnete Grabhügel mit Bestattungen der Bronzezeit und der Hallstattzeit.                            | D-1-7635-0224 |      |
| (Standort) | Verebnete Grabhügel mit Bestattungen der Bronzezeit, Brandgräber der späten Bronzezeit                | D-1-7635-0225 |      |
| (Standort) | Siedlung der Bronzezeit, der Urnenfelderzeit, der Hallstattzeit und der Latènezeit.                   | D-1-7635-0229 |      |
| (Standort) | Siedlung vorgeschichtlicher Zeitstellung.                                                             | D-1-7635-0232 |      |
| (Standort) | Siedlung vorgeschichtlicher Zeitstellung sowie der römischen Kaiserzeit.                              | D-1-7635-0233 |      |
| (Standort) | Siedlung vorgeschichtlicher Zeitstellung sowie der römischen Kaiserzeit.                              | D-1-7635-0234 |      |
| (Standort) | Siedlung der frühen und mittleren Bronzezeit sowie der römischen Kaiserzeit.                          | D-1-7635-0235 |      |
| (Standort) | Bestattungsplatz der frühen Bronzezeit, außerdem Siedlung der Bronze-, Hallstattzeit                  | D-1-7635-0236 |      |
| (Standort) | Siedlung der Bronzezeit, der Urnenfelderzeit, der Hallstattzeit und des frühen Mittelalters.          | D-1-7635-0237 |      |
| (Standort) | Siedlungen vorgeschichtlicher Zeitstellung, darunter der Bronze-, Urnenfelderzeit                     | D-1-7635-0238 |      |
| (Standort) | Siedlung vorgeschichtlicher Zeitstellung sowie Siedlung der römischen Kaiserzeit.                     | D-1-7635-0241 |      |
| (Standort) | Untertägige frühneuzeitliche Befunde im Bereich der Kath. Kapelle St. Franz Xaver                     | D-1-7635-0245 |      |
| (Standort) | Untertägige mittelalterliche und frühneuzeitliche Befunde im Bereich der Kath. Filialkirche           | D-1-7635-0248 |      |
| (Standort) | Verebnete Grabhügel mit Bestattungen der Hallstattzeit.                                               | D-1-7635-0251 |      |
| (Standort) | Siedlung und verebnete Grabhügel vorgeschichtlicher Zeitstellung.                                     | D-1-7635-0339 |      |
| (Standort) | Siedlung vorgeschichtlicher Zeitstellung.                                                             | D-1-7635-0348 |      |
| (Standort) | Grabhügel mit Bestattungen der mittleren Bronzezeit.                                                  | D-1-7735-0037 |      |
| (Standort) | Siedlung der Hallstattzeit und des frühen Mittelalters.                                               | D-1-7735-0049 |      |
| (Standort) | Siedlung und verebnete Grabhügel vor- und frühgeschichtlicher Zeitstellung.                           | D-1-7735-0054 |      |
| (Standort) | Siedlung vor- und frühgeschichtlicher Zeitstellung.                                                   | D-1-7735-0060 |      |
| (Standort) | Siedlung vor- und frühgeschichtlicher Zeitstellung.                                                   | D-1-7735-0066 |      |
| (Standort) | Siedlung vor- und frühgeschichtlicher Zeitstellung.                                                   | D-1-7735-0070 |      |
| (Standort) | Verebnete Grabhügel vorgeschichtlicher Zeitstellung.                                                  | D-1-7735-0083 |      |
| (Standort) | Verebnete Grabhügel und Siedlung vorgeschichtlicher Zeitstellung.                                     | D-1-7735-0086 |      |
| (Standort) | Siedlung vor- und frühgeschichtlicher Zeitstellung.                                                   | D-1-7735-0087 |      |
| (Standort) | Siedlung vor- und frühgeschichtlicher Zeitstellung.                                                   | D-1-7735-0088 |      |
| (Standort) | Siedlung vor- und frühgeschichtlicher Zeitstellung.                                                   | D-1-7735-0091 |      |
| (Standort) | Siedlung vor- und frühgeschichtlicher Zeitstellung.                                                   | D-1-7735-0093 |      |
| (Standort) | Siedlung vor- und frühgeschichtlicher Zeitstellung.                                                   | D-1-7735-0095 |      |
| (Standort) | Siedlung der frühen Latènezeit und Siedlung mit Hofgrablegen des frühen Mittelalters.                 | D-1-7735-0266 |      |
| (Standort) | Siedlung der römischen Kaiserzeit.                                                                    | D-1-7735-0267 |      |
| (Standort) | Brandgräberfeld mit Kreisgräben und Grabgärten der späten Bronzezeit, der Urnenfelderzeit             | D-1-7735-0268 |      |
| (Standort) | Siedlung vor- und frühgeschichtlicher Zeitstellung, u. a. Siedlung mit Hofgrablegen                   | D-1-7735-0269 |      |
| (Standort) | Villa rustica der römischen Kaiserzeit sowie Siedlung mit Hofgrablegen                                | D-1-7735-0270 |      |
| (Standort) | Siedlung vor- und frühgeschichtlicher Zeitstellung, u. a. der der mittleren römischen Kaiserzeit      | D-1-7735-0271 |      |
| (Standort) | Grabhügel mit Bestattungen der mittleren Bronzezeit sowie Opferplatz                                  | D-1-7735-0272 |      |
| (Standort) | Siedlung vor- und frühgeschichtlicher Zeitstellung.                                                   | D-1-7735-0273 |      |
| (Standort) | Siedlung vor- und frühgeschichtlicher Zeitstellung.                                                   | D-1-7735-0274 |      |
| (Standort) | Verebnete Grabhügel und Siedlung vorgeschichtlicher Zeitstellung.                                     | D-1-7735-0275 |      |
| (Standort) | Siedlung vor- und frühgeschichtlicher Zeitstellung.                                                   | D-1-7735-0277 |      |
| (Standort) | Untertägige mittelalterliche und frühneuzeitliche Befunde im Bereich der Kath. Pfarrkirche            | D-1-7735-0280 |      |
| (Standort) | Siedlung vor- und frühgeschichtlicher Zeitstellung.                                                   | D-1-7735-0286 |      |
| (Standort) | Siedlung und Grabenwerk vor- und frühgeschichtlicher Zeitstellung.                                    | D-1-7736-0030 |      |
| (Standort) | Siedlung vorgeschichtlicher Zeitstellung und Körpergräber der späten römischen Kaiserzeit.            | D-1-7736-0064 |      |
| (Standort) | Untertägige mittelalterliche und frühneuzeitliche Befunde im Bereich der Kath. Filialkirche           | D-1-7736-0067 |      |
| (Standort) | Siedlung vorgeschichtlicher Zeitstellung, u. a. der frühen Bronzezeit sowie Körpergräber              | D-1-7736-0149 |      |
| (Standort) | Siedlung vorgeschichtlicher Zeitstellung.                                                             | D-1-7736-0170 |      |